# Simogo
Simogo est un studio de développement de jeu vidéo indépendant fondé en 2010 et basé à Malmö en Suède.

## Ludographie
- 2010 : Kosmo Spin[1]
- 2011 : Bumpy Road[2]
- 2012 : Beat Sneak Bandit
- 2013 : Year Walk
- 2013 : Device 6
- 2014 : The Sailor's Dream
- 2015 : SPL-T[3]
- 2019 : Sayonara Wild Hearts
- 2024 : Lorelei and the Laser Eyes